# Lista över politiska epitet
Detta är en lista över pejorativa politiska epitet (ord som används för att håna eller förolämpa vissa politiska åskådningar och deras anhängare). En förklaring ges också för varje epitets avsedda användning samt dess ursprungliga källa (där detta är känt).
Listan är inte uttömmande, och med hänsyn till alla de politiska epitet som skapats och fortsätter att komma i bruk kommer den kanske att aldrig bli uttömmande. Notera att majoriteten av dessa epitet har en stark partisk eller fördomsfull prägling och vissa kan anses väldigt upphetsande eller känslomässiga.
Listan är alfabetisk.

## Betongparti
Betongparti har använts som benämning på partier som anser att fysisk utbyggnad och därtill kopplad samhällstillväxt är viktigare än omfattande bevarande av befintliga kultur- och naturvärden. Begreppet har oftast använts om de svenska partierna socialdemokraterna och moderaterna. Kritikerna menar att dessa två partier, som annars brukar vara varandras huvudmotståndare, i frågor av detta slag ofta formar en ohelig allians. Utöver att ordet "betong" syftar på byggandet av hus och vägar, kan det också anses visa på dessa partiers nästan cementerat starka ställning i många valda politiska församlingar. Ordet finns med i Svensk ordbok. Aftonbladets ledarskribent Lena Melin använde uttrycket 1999 i en ledarartikel om moderaterna. Finansministern, moderaten Borg ansåg i budgetdebatten i riksdagen den 13 april 2011 att Miljöpartiet de gröna är ett betongparti.

## Biffstekar
Biffstekar (Beefsteaks - Außen Braun innen Rot var i Nazityskland en förklenande eller skämtsam folklig benämning på människor, framförallt SA-medlemmar, som till det yttre var "bruna" nazister, men som innerst inne behöll sin "röda" socialistiska åskådning från Weimarrepubliken.

## Blåbrun
Blåbrun är en pejorativ politisk term som används som beteckning på samarbeten mellan partier till höger på den politiska skalan och partier som klassas som främlingsfientliga, högerextrema eller högerpopulistiska. Ordet var med på Språkrådets nyordslista 2014.

## Borgarbracka
Nedlåtande skällsord ursprungligen använt av studenter mot borgarna i Uppsala och Lund. Studenterna tillhörde en högre samhällsklass än övriga som bodde i staden. Akademikerna i allmänhet och studenterna i synnerhet kom inte sällan ihop sig med stadens borgare och ordet bracka, skinnbracka eller borgarbracka användes då.
Sedan 60-talet ofta använt epitet av socialister och vänstern för personer som anses för mycket höger. I dag används det också ofta felaktigt för en person som beter sig på ett sätt som skvallrar om avsevärt mer pengar och intränad etikett än hyfs, smak och empati. Expressens Malin Roos använde detta epitet den 21 april 2012 i TV 4:s Nyhetsmorgon om kulturminister Lena Adelsohn Liljeroth efter att hon på en konstinstallation hade skurit i en tårta föreställande en afrikansk kvinna. Jämför med brat, stekare, rikemansbarn, dandy och goddagspilt. Man kanske kan säga att underklassen har tagit upp överklassens benämning på medelklassen.

## Bokstavsvänster (artikel)
Bokstavsvänster är en pejorativ politisk term som kritiker använt för att beteckna socialistiska organisationer som betecknat sig med akronymer. Några av de organisationer som kallats bokstavsvänster är Sveriges kommunistiska parti (1995) (tidigare APK) och Kommunistiska partiet (tidigare KFML(r) och KPML(r)).

## Bombhöger
Bombhöger är en pejorativ politisk term första gången använd av Helle Klein, politisk chefredaktör i Aftonbladet, i samband med förspelet till Irakkriget i början av 2003.
Benämningen avser oftast de grupperingar inom Folkpartiet och Moderaterna som sympatiserade med den officiella brittiska och amerikanska linjen i kriget mot terrorismen och de icke-folkrättsliga metoder som används i detta krig. Även uttrycket bombliberal  har använts i den politiska debatten av kolumnisten Jan Guillou, då syftandes på Dagens Nyheters ledarsida, och av Ung Vänster.

## Brunvänster
Brunvänster är en pejorativ politisk term. Den användes av journalisten Maciej Zaremba i en debattartikel i Dagens Nyheter 2003, där han anklagade tidskriften Ordfront magasin för att i flera redaktionella artiklar ha förnekat eller förminskat serbiska illdåd som begåtts under Jugoslaviska krigen.

## Centerextremist
Term myntad i Hasseåtage-revyn Glaset i örat 1973. Se även Åsa-Nisse-marxist nedan.

## Champagnesocialist
Champagnesocialist eller cocktailsosse är pejorativa politiska termer som refererar till politiker som kallar sig socialister men som i sitt dagliga liv bortser från socialistiska ideal, underförstått genom att till exempel ofta dricka "fina" (och därmed "borgerliga") drycker som champagne och cocktail. Termerna används oftast för att förlöjliga eller få sina politiska motståndare att framstå som hycklare. Termen champagnesocialist kommer ursprungligen från Storbritannien. Den franska termen Gauche caviar ("kaviarvänster") har delvis samma innebörd.
Jfr också Rödvinsvänster nedan.

## Cocktailsosse
Se Champagnesocialist ovan.

## Enfrågeparti
Ett enfrågeparti är ett politiskt parti som bara har en klar politisk handlingslinje i en enstaka fråga. Ofta saknar enfrågepartiet helt en konsekvent politik utanför denna enda fråga. Detta är ofta ett avsiktligt drag för att kunna locka väljare ur alla grupperingar.
Det utpräglade enfrågepartiet är självmarkerande i de fall det vinner mandat i en folkvald församling, eftersom dess företrädare då är mer eller mindre oense i andra frågor än den som är partibärande. Uttrycket enfrågeparti är pejorativt, och inget parti anser sig därför vara just ett enfrågeparti.
Ett rätt tydligt exempel är Planskilda korsningspartiet i Österåkers kommun på 1970-talet. Sverigedemokraterna har även kallats ett enfrågeparti för sin inriktning i invandringsfrågorna.
De flesta partier har en "enfråga" som grundarna samlats kring i sitt ursprung, t.ex. miljöpartiet, bondeförbundet (centern) och socialdemokratiska arbetarpartiet.

## Feminazist
"Feminazism", teleskopord bildat av orden feminism och nazism som används för att karaktärisera det som man ser som den extrema feminismens irrationella hat mot män. Begreppet populariserades av den amerikanske radioprataren Rush Limbaugh, som hört uttrycket av en vän. Som exempel på feminazism har bl.a. nämnts Valerie Solanas SCUM manifest. Det används även som en synonym till radikal-feminist.

## Femtekolonnare
Ordet femtekolonnare betyder ungefär landsförrädare (jämför Quisling). Ordet tillkom under spanska inbördeskriget: Då Franco och hans falangister (benämnda "nationalister") marscherade mot Madrid i fyra kolonner, sades i nationalistisk propagandaradio, att det inne i Madrid fanns en "femte kolonn". Detta utlöste en republikansk terrorkampanj riktad mot stadens medelklass.

## Fittstim
Fittstim är en pejorativ term som lanserades av den tidigare LO-ordföranden Stig Malm. Enligt Malm tillkom uttrycket under en bilfärd när Malm upptäckte Margareta Winberg, Socialdemokratiska kvinnoförbundets dåvarande ordförande, på trottoaren vilket fick hans chaufför att börja prata om "fittstimmet". Ordet kom ut efter ett fikamöte på LO där Malm återberättat händelsen.

## Frasradikal
Frasradikal (eng high-flown radical), pejorativt politiskt uttryck, främst använt i socialistiska sammanhang, med betydelsen av politisk aktivist, som ständigt strör högtravande politiska fraser runt sig, men utan att själv skrida till någon politisk handling. Uttrycket användes i Gunnar Gällmos under pseudonymen Ferdinand Fitzschkloff utgivna bok "Uppror" (1975):
| ” | Förbaskade frasradikal, sade den subversive drummeln. Så osammanhängande som du strör slagord kring dig i stället för att göra något kunde man tro att du var hemlig agent för Nostranska Kretsen och försökte spela revolutionär. | „ |

Lenins bok Radikalismen - kommunismens barnsjukdom behandlar delvis denna politiska tendens inom kommunistpartiet liksom hans artiklar i förbindelse med meningsmotsättningarna inom partiet i frågan om freden i Brest-Litovsk.

## Gråsosse
Gråsosse, milt nedsättande benämning på traditionella, partitrogna socialdemokrater av den äldre sorten, utan intresse för idédebatt eller stora visioner. Uttrycket myntades på 1960-talet. Efterleden 'sosse' i ordet har använts i svenskan sedan början på 1900-talet – av partianslutna såväl som meningsmotståndare.

## Guling (politiskt öknamn)
Guling är ett i socialistiska kretsar använt öknamn på medlem av arbetsgivarvänlig förening, till exempel det av Josef Nilsson 1899 bildade Svenska arbetareförbundet. Namnet har ibland ansetts ha samband med slagordet "Gula faran". Ordet används också som rasistiskt skällsord om östasiater.

## Högerextremist
Högerextremism är en beteckning på politiska åsikter och värderingar som ligger långt till höger om genomsnittet i ett visst område. Det innebär att högerextremism är ett relativt begrepp som skiljer sig åt mellan olika länder och förändras över tiden. I Sverige brukar extrem nationalism, starkt betonande av familjen och den inhemska kulturtraditionen samt xenofobi (främlingsfientlighet) ofta betecknas som högerextremism. Uttalat icke-demokratiska varianterna av högerextremism brukar även förespråka någon form av rasideologi. I boken Extremhögern (1991) av Anna-Lena Lodenius och Stieg Larsson introduceras två huvudvarianter av högerextremism: ultrahöger och fascister. Skillnaden är att de förra accepterar demokratins grundprinciper medan fascister medvetet avvisar ett demokratiskt statsskick. Det är dock även möjligt att använda en smalare definition av högerextremism och enbart använda begreppet om reaktionära varianter av konservatism (exempelvis Francisco Francos styre i Spanien) medan man lägger rena våldsideologier som nazism och fascism (samt extrema former av kommunism såsom stalinism) utanför vänster–höger-skalan. I demokratiska länder sägs ju ofta att extremerna möts och ibland kan liknande inställningar, exempelvis till politiskt våld, faktiskt finnas, vilket kan vara ett argument för en smalare definition av vad som är högerextremism (respektive vänsterextremism).

## Högerpopulist
Högerpopulism är en nedsättande benämning på diverse idéer och ståndpunkter, vilka upplevs som (över)förenklade och (alltför mycket) i linje med folkliga opinioner, samtidigt som de har en tydlig mitten-/högerprofil. Det är oftast personer på vänsterkanten som använder begreppet. Idéer som stämplas som högerpopulistiska kan ha sina rötter inom konservatismen eller liberalismen, samtidigt som de, i alla fall enligt sina motståndare, ofta har drag av xenofobi. Med ordledet populism antyder användarna av begreppet att idéerna och förslagen i första hand är framlagda för att låta bra och bli populära, inte för att de faktiskt skulle vara genomförbara eller lyckade på längre sikt. Folkpartiets krav på språktest för medborgarskap samt partiet Ny demokrati i sin helhet, har ibland stämplats som högerpopulistiska.

## Högerspöke
Högerspöke är ett epitet som kan användas på olika sätt.
1. Ett högerspöke är en person som anses stå långt till höger inom politiken. Uttrycket används oftast nedsättande av vänstermänniskor för att kritisera sina politiska motståndare.
2. Personer till vänster på värderingsskalan kan sägas hota med högerspöket för att avskräcka väljare från att stödja kandidater längre till höger.

## Islamofob
En islamofob är en individ som hyser rädsla, hat, rasism (se exempelvis kulturrasism) eller fördomar riktade mot muslimer eller islam. Islamofobi kan grundas i föreställningar om islam som religion eller föreställningar om muslimsk kultur. Islamofobi framställs som jämförbart med antisemitism och (kulturell) rasism. Den svenska myndigheten Integrationsverket har beskrivit islamofobi som "rasistiska och diskriminerande uttryck riktade mot muslimer, som kan uttryckas i hot och våld riktade mot muslimer eller genom exkludering av muslimer."
Islamofobi har i den politiska debatten ibland beskrivits som ett mer polemiskt än analytiskt begrepp. Det har av Aje Carlbom betecknats som ett munkavlebegrepp som tystar all kritik mot islam som religion, olika muslimska företrädare, organisationer och praktiker.

## Kanslihushöger
Benämning på avlönade politiker och ombudsmän inom socialdemokraterna som står politiskt till höger om gräsrotsmedlemmarna. Benämningen började användas om gruppen kring Kjell-Olof Feldt under 1980-talet, och har återkommit flera gånger, exempelvis i samband med det s.k. dalauppropet och att Arbetarlistan bröt sig ur Socialdemokraterna.

## Kostymrasist
Kostymrasist är Miljöpartiets ungdomsförbund Grön ungdoms skällsord för Sverigedemokraterna. Myntades år 2002. Gustav Fridolin kallade 2003 från riksdagens talarstol Markaryds kristdemokratiska kommunalråd Bengt Germundsson för ”kostymrasist”.

## Kristen höger
Den kristna högern är en beteckning på den kristet värdekonservativa politiska strömning som förekommer i USA, som också är allmänkonservativ i många frågor. Begreppet används oftast i ofta i förolämpande eller kritisk mening, och har i överförd bemärkelse – och enbart i nedsättande syfte – också kommit att användas om europeiska kristdemokratiska partier, och om tidskrifter som understöder dessa, exempelvis Världen idag och Dagen. Kristen vänster används däremot både som självepitet och som kritik.

## McCarthyism
McCarthyism är en form av politisk förföljelse av personer som anses ha vänsterradikala eller socialistiska sympatier. Företeelsen har fått namn efter Joseph McCarthy, amerikansk senator mellan 1947 och 1957, men den har funnits långt innan denne startade sin karriär.

## Missnöjesparti
Ett missnöjesparti är ett politiskt parti vars huvudsakliga verksamhet består i att uttrycka sitt missnöje över hur politiken i Sverige bedrivs. Ofta saknas en uppbygglig modell för hur saker och ting skulle fungera istället, jämför populistiskt parti. Ny demokrati, som satt i riksdagen 1991–1994, anses av många vara ett typiskt missnöjesparti.

## Mörkman
Mörkman är en pejorativ term som betecknar människor med starka extrema politiska sympatier som ofta sysslar med omstörtande verksamhet, ibland även med koppling till fientligt makt.  Beteckningen gäller oberoende av politiskt ställningstagande på vänster–höger-skalan.

## Nationalvänstern
Nationalvänster är ett polemiskt begrepp som används för att beskriva synen på nationalstaten hos delar av den politiska vänstern. Uttrycket användes för första gången den 17 februari 2004 av Rasmus Fleischer i tidningen Arena Se även Aron Etzler.

## Opportunism
Opportunism innebär en klandervärd anpasslighet (principlöshet) efter för tillfället rådande omständigheter och maktförhållanden. En person som beskrivs med karaktäristik inom exempelvis politik kallas för opportunist. En opportunistisk politik nöjer sig med att yrka sådana åtgärder, som har utsikt att kunna genomdrivas. Uttrycket sammanblandas ibland med populism. Det gavs första gången 1875 åt Léon Gambettas politik (Gambetta själv nyttjade i sina tal ofta orden "opportun", opportunité).

## Politiskbroiler
Politisk broiler eller politikerbroiler är en nedsättande benämning för en påläggskalv inom ett politiskt parti. En politisk broiler kan ibland ha påbörjat sin politiska karriär vid späd ålder för att sedan direkt efter skolan bli yrkespolitiker (många gånger inom en politisk ungdomsorganisation eller ungdomsförbund). Detta kan anses leda till dålig kontakt med det verkliga livet utanför politiken.

## Populist
Populism (lat. populus, "folk"), politisk rörelse som vädjar till "folket" och angriper en politisk eller social elit, ofta utan att detta hugfästs i en specifik ideologi. Benämningen härstammar från det amerikanska populistpartiet vid mitten av 1800-talet. Populismen, som kan ha skiftande innebörd i olika länder, används i Sverige företrädesvis som ett pejorativt begrepp för att beskriva oseriösa och extrema nya politiska partier. I Sverige ansågs av många Ny demokrati stå för en populistisk politik.

## Populistiskt parti
Ett populistiskt parti är ett parti som bedriver en populistisk politik, ofta med fullständig avsaknad av någon bärande ideologi eller "tunn ideologi". Exempel på partier som ansetts vara populistiska är: Fremskridtspartiet i Norge, Front National i Frankrike, Die Republikaner i Tyskland, Sverigedemokraterna samt Ny demokrati i Sverige.

## Popvänster
Term myntad av Erik Zsiga i boken Popvänstern 2004. Benämning på kulturpersoner och andra som gör vänsteråsikter och attribut som en del av sin image.

## Quisling
Quisling, sedan andra världskriget vanlig internationell benämning på landsförrädare, speciellt person som samarbetar med ockupationsmakt (kollaboratör). Ordets ursprung är norske politikern Vidkun Quisling (1887–1945), som tillskansade sig en maktposition i Norge efter Tysklands invasion 1940. Den legitima regeringen hade då flytt till England och utövade sin styrelse (även via motståndsgrupper m.m.) därifrån.
Ordet slog igenom redan under Quislings levnad, bl.a. kommenterades det i en skämtteckning av Ragnvald Blix med titeln Vidkun Quisling på besök i Berlin: 
Quisling: Jag är Quisling.
Hitler: Och namnet?

## Radikalfeminist
Motsättningen mellan man och kvinna är det allra viktigaste för denna feministiska inriktning. Könsmaktsordningen är ett centralt begrepp inom denna feministiska inriktning. Enligt Nationalencyklopedin har den en separatistisk inriktning, ofta kombinerad med lesbisk aktivism.

## Ruttnande meloner
En pejorativ benämning på miljöpartister; "grönt skal, rött innanför men brunt längst in" vilken avser att karaktärisera dem som miljövänner med en socialistisk retorik, men innerst inne ekofascister. Liknande uttryck finns även på tyska: Innen rot, mit grüner Hülle und braunen Kernen, där det används som pejorativ för Allians 90/De gröna där man söker finna likheter mellan deras poitik och nazistiska ideal.

## Röda adeln
Se Sosseadel nedan.

## Rödbrun
En beteckning som avser att beskriva kombinationen av socialistisk och antisemitisk retorik och ideologi. I Ryssland menas framförallt kombinationen nationalism, kommunism, rasism och antisemitism.
- Se även "Ruttnande meloner" (ovan).

## Röd-grön röra
Röd-grön röra, nedsättande omdöme, myntat av Carl Bildt 1994, över samarbetskonstellationen socialdemokraterna-vänsterpartiet-miljöpartiet.

## Rödvinsvänster
Begrepp förknippat med 68-vänstern. Avser ofta människor som bekänner sig till vänsterns åsikter men hellre sitter med varandra och diskuterar politisk filosofi på detaljnivå över billigt rödvin än att faktiskt engagera sig i det politiska arbetet.
Jfr också Champagnesocialist ovan.

## Salongsbolsjevik
Se Champagnesocialist ovan.

## Socialfascist
Socialfascist är en nedsättande benämning på en socialdemokrat. Används främst av vänsterradikala personer som menar att socialdemokraterna är socialister till namn men fascister i handling. Härstammar från 1930-talet.

## Socialmoderat
Socialmoderat/Socialmoderaterna är ett pejorativt uttryck som sedan länge använts i vissa kretsar om samverkan mellan socialdemokrater och moderater gentemot andra grupperingar i lägre politiska fora, såsom kommuner och församlingar. Även "betongpartier" förekommer som benämning på samma företeelse.

## Sosse
Sosse, vardaglig benämning på medlem i eller anhängare av ett socialdemokratiskt parti. Benämningen har använts i svenskan sedan början av 1900-talet, av partianslutna såväl som meningsmotståndare.
Ordet är belagt i svenskan sedan 1902: Den avrustning, den nedskrotning av vårt försvar, vår ärorika här och vår en gång stolta flotta, som landsförrädare och sossar och sovjetdrängar vill pracka på Sverge, ur tidningen Puck nr 2/1902.

## Sosseadel
Sosseadel (sammansättning av orden sosse och adel), alternativt den röda adeln, är ett pejorativt uttryck som syftar på den ledande kretsen av socialdemokrater inom den svenska samhällseliten. Barn till framstående politiker väljer ofta samma yrkeskarriär och antas ha lättare att nå goda positioner genom släktskapet.

## Sosseelit
Sosseelit (eller sosseeliten) används som benämning på ledande personer inom det socialdemokratiska partiet. (Exempel på användning: Expressen, Expressen, Aftonbladet, Karskoga-kuriren samt Folket.)

## Stenkastarvänstern
Radikal grupp med vänsterextrema åsikter. Begreppet kommer ur fenomenet att det ofta är vänsterextrema människor som visar missnöje genom stenkastning och annan vandalisering. Motsatsen till frasradikal.

## Stureplanscentern
Stureplanscentern är en avdelning inom stockholmsdistriktet av Centerpartiet som bildats efter riksdagsvalet 2006 för att markera bilden av Centerpartiet som ett modernt och liberalt parti. Uppgiften som avdelningen själv definierat är "att vara ett ideologiskt och liberalt flaggskepp inom Centerpartiet". Används framförallt för att beskriva nyliberala och unga centerpartister som bor i storstäder, som står lång bort från landsbygdsrörelsen.

## Tobleronepolitik
Ett uttryck som syftar till att politiker lovar stora satsningar, men inte har finansieringen klar. Uttrycket är myntat av Mats Odell, kommun- och finansmarknadsminister, som sa "Det är ren Tobleronepolitik. Man tar det på kortet och skickar fakturan till svenska folket.", angående oppositionens löften inför valet 2010. Anspelar på när Mona Sahlin (Socialdemokraternas partiledare 2007-2011) betalade privata utgifter till en summa av 53 174 kronor med Riksdagens kontokort, en skandal som kom att kallas Tobleroneaffären.

## Unghöger
Under början av 1900-talet använd beteckning på en konservativ riktning, i motsats till den så kallade gammelhögern. Ofta används det för att beteckna en ung konservativ utan erfarenhet eller kunskap om de frågor de uttalar sig om.

## Valstuga
Ett politiskt uttalande som sedan förnekas. Tove Lifvendahl uttryckte 25.9.2002, på s.5 i Svenska Dagbladet "Det var väl inte så att det bara var en läpparnas bekännelse, en s.k. valstuga (”nej, det var inte jag, det har jag aldrig sagt”)?".
 Uttrycket kan härledas från Valstugereportaget.

## Vänsterextremist
Vänsterextremism är politiska åsikter och värderingar som på befinner sig långt till vänster på den politiska skalan. Vänsterextremismen utgörs bland annat av revolutionära socialistiska ideologier som exempelvis maoism. Eftersom det i likhet med högerextremism främst är ett relativistiskt begrepp existerar inte en allmänt vedertagen definition på vänsterextremism, och uttrycket kan tyckas vara nedsättande och användas pejorativt. Uttrycket har använts för att beskriva så vitt skilda ideologier som trotskism, kommunism och maoism. Under år 2006 kallades det osynliga partiet ibland för vänsterextremt. Vad som betraktas som vänsterextremt (eller för den delen högerextremt) varierar kraftigt mellan olika länder. I Sverige ses exempelvis Vänsterpartiet som ett förhållandevis normalt parti på vänsterkanten, medan det i till exempel USA skulle ses som extremt.

## Vänsterkartellen
Vänsterkartellen är en av de borgerliga partierna i Sverige använd pejorativ benämning på samarbetet mellan Socialdemokraterna, Vänsterpartiet och Miljöpartiet. Benämningen användes bland annat flitigt, även av högre företradare för partierna, under valrörelserna 2006 och 2010.
Uttrycket har trots dess tydligt pejorativa klang använts också i mer officiella sammanhang. Efter att det av företrädare för samtliga borgerliga partier använts i en riksdagsdebatt om handelspolitik den 14 april 2009 kommenterade miljöpartisten Max Andersson uttrycket:
| ” | Fru talman! Jag vill inleda med en allmän reflexion om debattnivån här i riksdagens kammare. Vi har nyss fått höra talare efter talare från Alliansen kalla det rödgröna samarbetet för vänsterkartellen. Det verkar som om det har utgått påbud från Alliansens högsta ledning om att man gång på gång ska beskriva oss som vänsterkartellen, på samma sätt som det har utgått påbud om att man inte ska nämna Maria Wetterstrand vid namn. Jag tycker att det drar ett löjets skimmer över Alliansen. En kartell är enligt uppslagsböckerna någonting som är omoraliskt, för att inte säga olagligt. Jag tycker faktiskt inte att det är vare sig omoraliskt eller olagligt att partier samarbetar med varandra. Jag tycker att vi ska ha högt i tak i denna kammare. Vi ska ha parlamentarisk yttrandefrihet. Jag tycker ändå att den debattnivån passar bättre i sandlådan utanför en förskola än den gör i en parlamentarisk församling.: | „ |

Utan reflektion över hans kommentar fortsatte centerpartisten Solveig Zander använda benämningen under debatten.
Samma konstellation kan ibland kallas Svampen efter partiernas förkortningar SVaMPen.

## Åsa-Nisse-marxist
Åsa-Nisse-marxism är en skämtsam term som ibland används för att beskriva ideologin inom Centerns Ungdomsförbund under 1970– och 1980–talen, då förbundet förespråkade en vänsterinriktad politik..